# Kontrovers
Kontrovers är ett svenskt hardcorepunk/kängpunk-band bildat 1996.

## Diskografi
- 1996 - demo
- 1999 - Skendemokrati 7"
- 2000 - split 7" med Beyond Description
- 2001 - album "S/T"
- 2003 - album "När spelreglerna ändras"
- 2003 - split 7" med Mass Separation

## Nuvarande medlemmar
- Carin Cederström - sång (2001-)
- Mattias Persson - gitarr (1996-)
- Stefan Larsson - sång (1998-)
- Fredrik Jakobsen - gitarr (1999-)
- Rodrigo Alfaro - trummor (2004-)
- Simon Ricci - bas (1996-)

## Före detta medlemmar
- Jonas - trummor (1996-2003)
- Zigge - gitarr (1996-1997)